# Emil Levy
Emil Levy (Hamburg, 23 d'octubre de 1855 - Friburg de Brisgòvia, 28 de novembre de 1917) fou un romanista, occitanista i lexicògraf alemany de família jueva.

## Vida
Levy va estudiar filologia a Heidelberg i Berlín; va defensar la seva tesi doctoral el 1880 a la Universitat de Berlin sota la direcció d'Adolf Tobler; la tesi consistí en una edició del trobador Guilhem Figueira: Guilhem Figueira, ein provenzalischer Troubadour (Berlin: S. Liebrecht 1880). Tres anys després, 1883, defensà a tesi d'habilitació a la Universitat de Friburg sota la direcció de Fritz Neumann, amb l'edició d'un altre trobador: Der Troubadour Bartholome Zorzi (Halle: Niemeyer 1883). Fou professor adjunt a Friburg. Passà molt de temps a París i en zones occitanes i feu amistat amb l'occitanista Camille Chabaneau.

## Obra
L'obra més important de Levy fou de tipus lexicogràfic. Prenent com a punt de partida el Lexique roman de Francés Rainoard va redactar l'extens diccionari de l'occità antic Provenzalisches Supplementwörterbuch. Berichtigungen und Ergänzungen zu M. François Raynouards Lexique roman en vuit volums; el darrer volum fou completat per Carl Appel després de la mort de Levy (Leipzig 1892–1924 (reprint Hildesheim 1973). Aquest diccionari, com indica el seu títol, vol ser un suplemement i completar i corregir el de Rainoard i dona al lector nombrosos exemples de textos que il·lustren cada mot i significat. Fins i tot abans de concloure la publicació del diccionari, Levy en va publicar una versió reduïda, el Petit dictionnaire provençal-français (1909; segona edició 1923, cinquena el 1973 i nombrosos reprints). D'aquest diccionari manual s'han suprimit els exemples de textos.

## Publicacions
- Guilhem Figueira, ein provenzalischer Troubadour, Berlin: S. Liebrecht 1880
- Le Troubadour Paulet de Marseille, Paris: Maisonneuve 1882
- Der Troubadour Bartholome Zorzi, Halle: Niemeyer 1883
- Poésies religieuses provençales et françaises, du manuscrit extravag. 268 de Wolfenbuettel, Paris : Maisonneuve 1887
- Provenzalisches Supplementwörterbuch. Berichtigungen und Ergänzungen zu M. François Raynouards Lexique roman, Leipzig 1892-1924
- Petit dictionnaire provençal-français, Hamburg 1909, 5a edició Heidelberg 1973 (reimpressions: Raphèle-les-Arles 1991, Nîmes 2005)